# Cambarus lenati
Cambarus lenati е вид ракообразно от семейство Cambaridae. Видът е почти застрашен от изчезване.

## Разпространение и местообитание
Разпространен е в САЩ (Северна Каролина).
Обитава сладководни басейни, реки и потоци.